# Impossible Spell Card
Danmaku Amanojaku ~ Impossible Spell Card (яп. 弾幕アマノジャク ～ Impossible Spell Card., Даммаку Аманоджяку 〜 Неможлива Спел-картка) — гра в жанрі bullet hell, розроблена Team Shanghai Alice. Була випущена на 11-ий Hakurei Shrine Reitaisai 11 травня, 2014. В Steam від 1 квітня, 2019.

## Ігролад
Гравець керує головною героїнею, Сейджою Кіджін, щоб перемагати босів та уникати куль. Оскільки візерунки надто щільні, щоб від них ухилитися, гравець повинен використовувати набір з 9 шахрайських предметів, які належать іншим персонажам Touhou Project. Однак усі рівні в Impossible Spell Card можна пройти без використання предметів.

## Gold Rush

Сейджа б'ється з Секібанкі. Impossible Spell Card містить даммаку, від якого неможливо ухилитися без використання предметів.

16 листопада 2014-го ZUN випустив Danmaku Amanojaku ~ Gold Rush (弾幕アマノジャク ゴールドラッシュ), однорівневу міні-гру, засновану на Impossible Spell Card, де Сейджя використовує четвертий шахрайський предмет, який може перетворювати кулі в гроші. Його було створено за 2 дні спеціально для конкурсу «Doujin Shooting Game Caravan» на Digital Game Expo 2014, де в нього можна було пограти.